# Papuascincus stanleyanus
Papuascincus stanleyanus är en ödleart som beskrevs av  George Albert Boulenger 1897. Papuascincus stanleyanus ingår i släktet Papuascincus och familjen skinkar. Inga underarter finns listade i Catalogue of Life.